# Yunquera
Yunquera est une commune de la province de Malaga dans la communauté autonome d'Andalousie en Espagne.

## Géographie
Yunquera s'étend sur 55 km² allant du pic de Enamorados faisant partie du Parc naturel de la Sierra de las Nieves, jusqu'à l'union de deux rivières Río Grande et Jorox. En l'an 2002 la ville possédait une population de 1.456 hommes et 1.525 femmes.
La ville se situe à l'intérieur du Parc naturel de la Sierra de las Nieves peuplé de sapins andalous appelés pinsapos, étendue d’une superficie de 1 050 ha de forêt.

## Histoire
La ville d'époque maure possède quelques vestiges de l'époque, et notamment un tunnel qui servit de communication et de défense entre la ville haute et la ville basse (culture des champs)

## Culture

### Fêtes populaires
- Février : Carnaval
- Avril : Semaine Sainte
- Juin : Corpus Christi
- Août : Romería de Porticate
- Octobre : Fête de la vierge et San Sebastián

### Monuments
- Iglesia nuestra Señora de la Encarnación (église de Notre Dame de l'Incarnation)
- Torre Vigía (Tour de vigie construite au XIXe siècle).